# 阿克巴上將
蓋爾·阿克巴上將（Gial Admiral Ackbar）是科幻電影《星際大戰》系列的角色，最初登場的作品是在1983年電影《絕地大反攻》中。他在劇情裡是對抗銀河帝國的反抗軍同盟裡頭一份子；並擔任反抗軍戰鬥艦隊的指揮官。

## 作品描述

### 角色背景
雖然阿克巴上將在《星際大戰》本傳電影首次的登場是在《絕地大反攻》中，但早在《絕地大反攻》上映前刊登在美國當地報紙上的《星際大戰》相關漫畫便已提到他的存在。背景設定上阿克巴是出生於名為達克（Planet Dac）、一顆表面佈滿水的星球，他的種族隸屬蒙·克萊梅利族（Mon Calamari），外觀上是大眼珠、魚頭人身模樣、且有著帶蹼的手足。而他的名「蓋爾」（Gial）是往後在2012星戰書籍《The Essential Guide to Warfare》才首次提及。
原先阿克巴在家鄉星球上；與他的族人過著和平生活，直至某日他的家園被銀河帝國給出兵侵略。 之後阿克巴被擄來作為帝國的奴役，往後則成為帝國區長威爾霍夫·塔金的手下，而在擔任威爾霍夫·塔金手下的一段日子裡，阿克巴暗中學習到帝國的兵器架構及技術。
之後誓言打倒銀河帝國的反抗軍同盟救出了阿克巴，而阿克巴除加入反抗軍外並提供了他過去於帝國裡所了解到的資訊、且提供他星球上所打造之蒙·卡拉馬里星際巡洋艦作為反抗軍的戰鬥兵器、

### 絕地大反攻
在電影《星際大戰六部曲：絕地大反攻》中的安鐸戰役裡，阿克巴擔任一艘名為「家園一號」（Home One）的蒙·卡拉馬里星際巡洋艦指揮官，協助了駕駛千年鷹號的藍道·卡利森等反抗軍成員擊倒銀河帝國的新型死星要塞、為替反抗軍拿下重要勝利的關鍵人物之一。

### 《原力觉醒》故事之前
恩多战役（Battle of Endor）结束后，义军同盟（Rebel Alliance）改组为新共和国（New Republic），新共和国星际舰队由阿克巴元帅（Grand Admiral Gial Ackbar）指挥。

### 原力覺醒
本应退休的他却加入了莱娅的抵抗勢力，为打击第一軍團奉上自己的贡献。

### 最後的絕地武士
在抵抗勢力的根據地被發現後，抵抗勢力決定先逃走，他們先與趕來的第一軍團艦隊交戰，並在交戰中擊破對方的無畏艦，使抵抗勢力艦隊成功逃亡。但第一軍團使用了新型的光速追蹤技術追上了抵抗勢力的艦隊，雙方再度交戰，過程中抵抗勢力旗艦拉杜斯號艦橋被擊中，除了莉亞公主之外，阿克巴上將與多名抵抗勢力將領因此陣亡。

### 衍生作品
阿克巴上將另曾在2008年星戰動畫《星際大戰：複製人之戰》中擔任蒙卡拉马里防卫队队长，在夸伦人与蒙卡拉马里人之间的冲突中尽职尽责、或是其它星戰小說書籍登場。而2003年《The Unifying Force》小說裡則有著描寫已老邁的阿克巴上將死去之情節。

## 角色拍攝

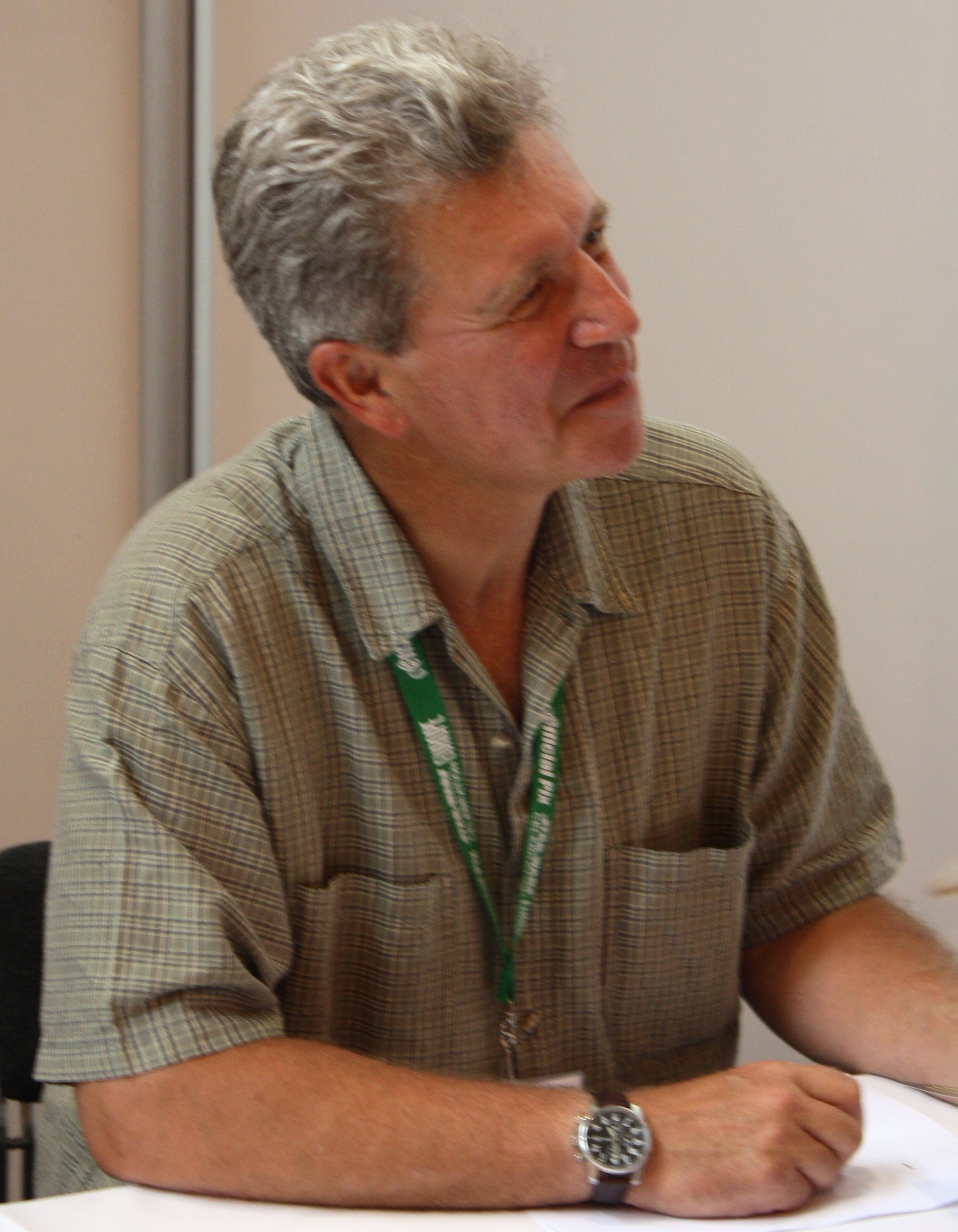
在《絕地大反攻》裡飾演阿克巴上將的提莫斯·M·羅斯。

最初木偶師兼演員的提莫斯·M·羅斯（Timothy M. Rose）在《絕地大反攻》裡，是負責在犯罪頭子賈霸的巢穴場景中，操作娛樂賈霸的外星人樂團「Max Rebo Band」戲偶。之後在偶然情況下提莫斯注意到阿克巴上將的外觀模型後對此角色感到興趣、便向主要負責電影視覺效果及造型設計的菲爾·蒂皮特（Phil Tippett）詢問是否能改成讓他操控此角色之要求。後續提莫斯便接下阿克巴的飾演任務；雖然當時提莫斯誤以為阿克巴只是一名串場角色而非主要人物。
在電影拍攝過程中，阿克巴的外型是半人身的模型套上面具，負責飾演提莫斯是將身軀藏入該模型裡頭來表現出阿克巴的動作模樣，而阿巴克眼睛的一睜一開效果則由待在攝影機所拍攝不到角度位置的麥克·昆因（Mike Quinn）拉動套在眼球的線條所完成。雖然阿克巴的拍攝是採用當時最好的操偶技術，但星際大戰影片導演喬治·盧卡斯對此卻認為是一段很勉強的視覺表現效果。
之後在星戰前傳三部曲中的《西斯大帝的復仇》裡有登場一位與阿克巴同族的角色米纳·蒂爾斯（Meena Tills），因他的面情動作是透過較先進的電腦CG技術來處理，而讓喬治·盧卡斯產生想用此方法把《絕地大反攻》裡阿克巴的模樣給重新修改念頭；雖然此想法最後並無後續結果。

## 評價
在《星際大戰》官方雜誌《Star Wars Insider》的1998年3月刊裡，阿克巴上將在前20位星際大戰角色排行裡列為第16名，並給予「是當時星戰三部曲傳奇故事的結尾前，最能給予人們視覺上衝擊的角色之一。」
而專門提供《星際大戰》方面新聞網站TheForce.Net對於在星戰小說《The Unifying Force》裡只簡單提到阿克巴上將的存在及死訊感到可惜，但若要求在該小說劇情裡年齡已高的阿克巴上將；用上戰場方式來光榮陣亡又是太強人所難的想法。

## 網路迷因
- 阿克巴上將：採取迴避！綠色艦隊貼近在MV-7區域！（Take evasive action! Green group, stick close to holding section MV-7!）

- 戰艦操控員：上將！在第47區有敵艦出現！（Admiral! We have enemy ships in sector 47!）

- 阿克巴上將：這是陷阱！（It's a trap!）

《絕地大反攻》裡阿克巴上將聽到有敵軍冒出而講出的台詞「這是陷阱！」（It's a trap!），之後成為網路上惡搞文化常引用的字句。
其中在2008年以星際大戰為題材的電子遊戲《星際大戰：原力釋放》裡；阿克巴是該遊戲的隱藏角色，其中要呼叫出阿克巴的秘技便是輸入拼起來很像「是陷阱」的字詞「ITSATWAP」。而2010年2月11日喜劇中心頻道上的兩份喜劇節目《每日秀》與《荷伯報告》裡弄出數名美國共和黨官員；表態著當時歐巴馬總統邀請共和黨人員參加醫療保健高峰會是「一場陷阱」的新聞短片時，把阿克巴唸出此句的片段剪輯在一起。另外電視動畫影集《蓋酷家庭》在2011年5月22日播出了特別以星際大戰為惡搞題材的一集，而該集的標題名稱即為《這是陷阱！》（It's a Trap!）。

## 引用
在1997至2002年期間於美國各地巡迴展出的《星際大戰》服飾道具展覽中，阿克巴上將在《絕地大反攻》的戲服有列在該展覽名單裡。
阿克巴上將也出現在電視動畫《機器雞》於2007年以星戰為題材的惡搞節目《機器雞：星際大戰》（Robot Chicken: Star Wars）裡；或是喜劇節目《大學笑了沒》於2009年製作了一篇將他弄成脫口秀主持人模樣的搞笑影片。
另2010年密西西比大學在徵求新的校園吉祥物提案時，有數名學生起鬨表示就用阿克巴上將當作校園新吉祥物，此提案起初雖是個玩笑、但之後有其他人開始認真去推行這個意見。當時雖然有許多表示這樣做太丟臉的反對意見，但仍出現了許多像病毒式行銷般的宣傳活動讓美國當地各媒體知悉此事。而星際大戰電影的製片商盧卡斯影業在獲得此消息後發出一封信表示「我們離上一次有收到阿克巴上將的消息；已經是他正要率領反抗軍前往一場艱辛戰役的時候了，因此阿克巴上將可能沒空在你們的校園運動比賽裡露面。」

## 外部連結
- 《星際大戰》官方的阿克巴上將介紹 （页面存档备份，存于）（英文）